# John Edward Gray
John Edward Gray (12. února 1800 – 7. března 1875) byl britský zoolog, který od roku 1840 až do Vánoc v roce 1874 působil jako správce Britského muzea v Londýně. Gray vydal několik katalogů muzejních sbírek, které zahrnovaly rozsáhlé diskuze ke zvířecím skupinám, mimo jiné i popisy nových druhů a rozšiřoval přírodovědné sbírky.

## Život
John Edward Gray se narodil jako starší bratr George Roberta Graye a syn farmakologa a botanika Samuela Fredericka Graye (1766–1828) ve Walsallu, ale jeho rodina se brzy odstěhovala do Londýna, kde Gray studoval medicínu a o něco později pomáhal svému otci při psaní knihy The Natural Arrangement of British Plants (1821).
Poté, co se postavil proti Linneově společnosti, soustředil svou pozornost spíše na zoologii, než botaniku. V roce 1824 začal spolupracovat s Johnem Georgem Childrenem v Zoologickém ministerstvu britského muzea, kde mu pomáhal rozšířit sbírku plazů. V roce 1840 Childrena vystřídal a stal se správcem tamější zoologie.
V roce 1833, již jako zoolog, založil Royal Entomological Society of London – Londýnskou královskou entomologickou společnost.
Během padesáti let, kdy působil v britském muzeu, napsal Gray téměř 500 souborů, které obsahovaly několik nových, vědě dosud neznámých druhů. Ty byly muzeu dodány sběrateli z celého světa, ze všech oborů zoologie a Gray obvykle přenechával popis nových ptačích druhů svému mladšímu bratrovi a kolegu Georgovi.

## Zajímavosti
- Gray se také aktivně zajímal o poštovní známky: 1. května 1840 koupil několik právě vydaných známek Penny Black a zařadil je do své sbírky, čímž se stal prvním světově známým sběratelem známek. V roce 1862 vydal prvního předchůdce dnešních katalogů známek pod názvem Hand Catalogue of Postage Stamps.[2]

- Na jeho počest byla pojmenována indická volavka – Ardeola grayii.

## Dílo
- Illustrations of Indian Zoology (1830–1835) (spolu s Thomasem Hardwickem)
- The Zoological Miscellany. To Be Continued Occasionally. Londýn: Publikoval Treuttel, Wurtz a Co. (1831)
- Catalog of Shield Reptiles (1855 a 1870)